# Zamoriivka, Lohvîțea
Zamoriivka (în ucraineană Заморіївка) este un sat în comuna Bodakva din raionul Lohvîțea, regiunea Poltava, Ucraina.

## Demografie
Componența lingvistică a localității Zamoriivka
     Ucraineană (100%)
Conform recensământului din 2001, toată populația localității Zamoriivka era vorbitoare de ucraineană (100%).